# Liste des canaux de France
Cette page présente la liste des canaux de navigation de France.

Réseau navigable français : rivières navigables et principaux canaux

Dans l'énumération ci-dessous, la lettre R signifie que ce canal est radié de la nomenclature des voies navigables et la lettre A qu'il est aliéné (transformé en autre chose : parking ou voie rapide le plus souvent).

## Nord et Est
- Canal latéral à la Marne
- Canal latéral à l'Oise
- Canal latéral à l'Aisne
- Canal de la Sambre à l'Oise
- Canal de l’Aisne à la Marne
- Canal de l'Aisne à l'Oise
- Canal de la Haute-Saône ou « canal de Montbéliard à la haute Saône ». Inachevé, R partiellement
- Canal de la Marne au Rhin
- Canal de la Somme
- Canal de Bergues
- Canal de la Bruche. R
- Canal de Colmar
- Canal des Français. A
- Canal de Neuf-Brisach (ou « canal Vauban », ou « canal de Rouffach »). A
- Canal de Bourbourg
- Canal de la Colme. R partiellement
- Canal de la Sambre
- Canal de l'Est (ou « canal des Vosges » -partie sud- et « canal de la Meuse » -partie nord-)
- Canal de jonction de Nancy
- Canal de Furnes
- Canal de l'Oise à l'Aisne
- Canal de Roubaix.
- Canaux d'Hazebrouck : canal de Préaven, canal de la Bourre, canal de la Nieppe, canal d'Hazebrouck. R
- Canal de Lens
- Canal de Calais
- Canal de Guines
- Canal d'Audruicq
- Canal d'Ardres
- Canal de la Houlle
- Canal de Saint-Quentin
- Canal de l'Escaut (ou Escaut canalisé)
- Canal des Ardennes
- Canal de Vouziers (Embranchement du précédent)
- Canal des houillères de la Sarre ou « canal de la Sarre »
- Canal des Salines de l'Est (ou « canal de Dieuze »)[1]. Inachevé, R, A
- Canal du Nord
- Canal Dunkerque-Escaut qui se décompose en
  - Canal de la Sensée
  - Canal de la Deûle
  - Canal de Neufossé
  - Canal d'Aire à La Bassée
  - Canal de Mardyck
- Canal du Rhône au Rhin
- Canal de Dérivation du Rhône
- Canal Niffer-Mulhouse
- Grand canal d'Alsace

## Normandie et Bretagne
- Canal de Nantes à Brest. (coupé actuellement entre Carhaix et Pontivy par le barrage de Guerlédan)
- Canal du Blavet
- Canal d'Ille-et-Rance
- Canal de Caen à la mer
- Canal de Coutances (ou « rivière Soulles canalisée »). R
- Canal de Vire et Taute. R
- Canal maritime du Haut-Dick ou « canal de Carentan à la mer »
- Canal des Espagnols. Inachevé, A
- Canal du Plessis (ou « canal d'Auvers »). R
- Canal d'Eu au Tréport
- Canal d'Harfleur A
- Canal de Tancarville
- Canal de la Vilaine

## Centre, Berry et Bourgogne
- Canal latéral à la Loire
- Canal de Berry, comprenant aussi les canaux de Tessiaux et de Saint-Louis. A partiellement
- Canal de jonction du Cher à la Loire à Tours. A
- Canal de la Sauldre. R
- Canal de Bourgogne
- Canal du Nivernais, comprenant le canal de Vermenton
- Canal de Briare, (ou « canal de Loire en Seine »)
- Canal d'Orléans. R (en cours de réhabilitation)
- Canal de Roanne à Digoin
- Canal du Centre ou « canal du Charolais »
- Rigole de l'Arroux. R
- Rigole de Torcy. R
- Canal gallo-romain d'Autun. A
- Canal du Loing

## Aquitaine et Méditerranée

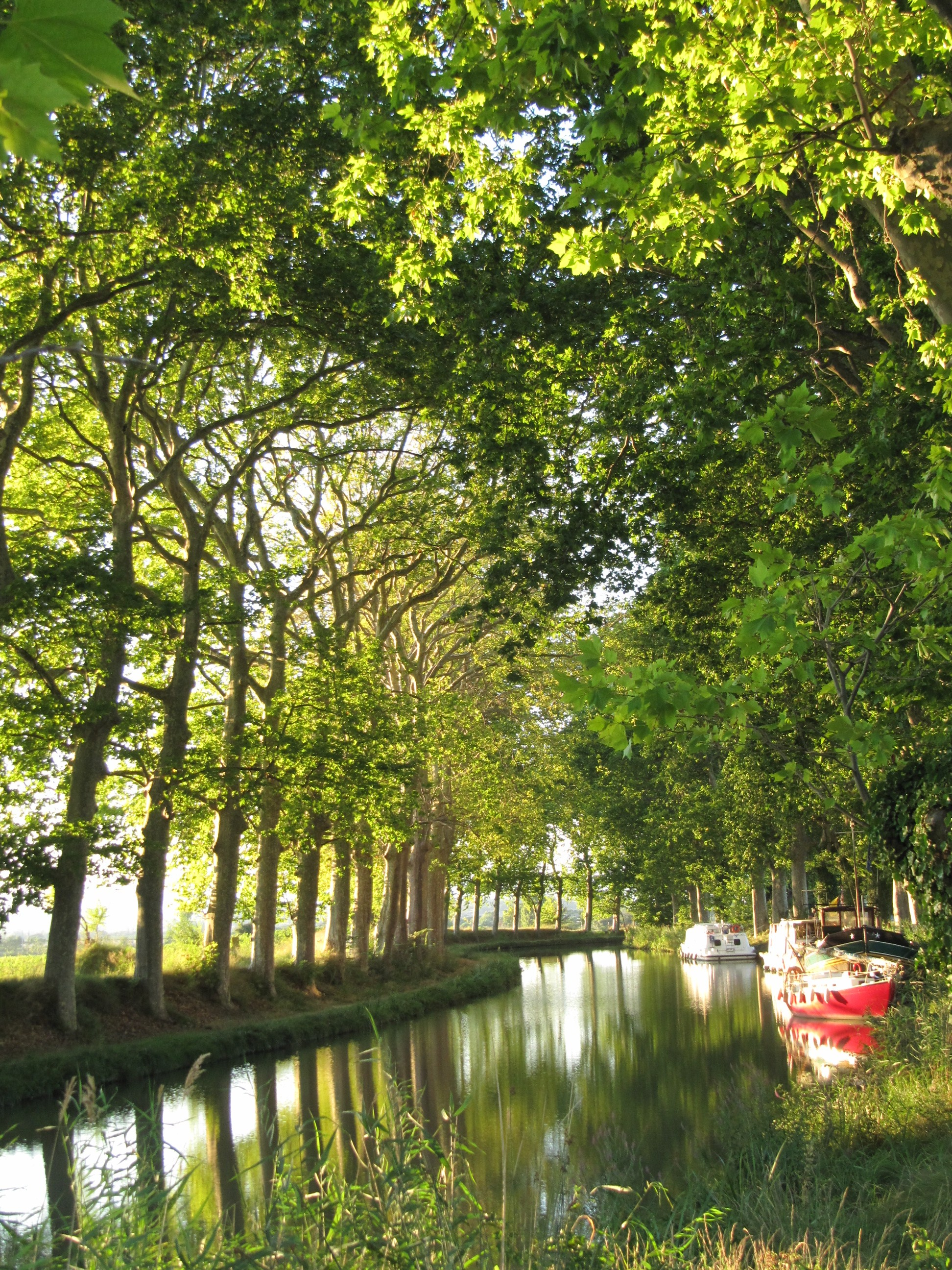
Canal du Midi

- Canal des Deux Mers, formé de la réunion du canal du Midi et du canal latéral à la Garonne
- Canal de Jonction du canal du Midi à la Robine de Narbonne
- Canal latéral à la Garonne (ou « canal de Garonne »)
- Canal de Brienne (ou « canal Saint-Pierre »)
- Canal de Montech (ou « canal de l’embranchement de Montauban »)
- Canal de Marseille au Rhône. R partiellement (coupé dans le tunnel du Rove)
- Canal de la Gravona (Ville d'Ajaccio) (Adduction d'eau)
- Canal des Landes (ou « canal Trans-aquitain »). Inachevé, R partiellement
- Canal de Lalinde. R
- Canal du Midi
- Canal de la Robine de Narbonne
- Canal de Graves (ou « rivière Lez canalisée »). R partiellement. En cours de réhabilitation
- Canal de Lunel. R et A partiellement
- Canal de Bourgidou. R
- Canal de Sylvéréal. R
- Canal du Rhône à Sète (ensemble du « canal des Étangs » et du « canal de Beaucaire »)
- Canal du Rhône à Fos
- Canal d'Arles à Bouc. R partiellement
- Canal Saint-Louis
- Canalet (parallèle au Lot à Aiguillon)

## Bassin parisien
- Canal de Chelles
- Canal de la Haute-Seine. Inachevé, R et A partiellement
- Canal Saint-Étienne R
- Canal de Sauvage A
- Canal du Docteur. A
- Canal de Courtavant R
- Canal entre Champagne et Bourgogne ou « Canal de la Marne à la Saône »
- Canal de Briare, (ou « canal de Loire en Seine »)
- Canal latéral à l'Oise
- Canal de l’Aisne à la Marne
- Canal de l'Aisne à l'Oise
- Canal latéral à la Marne
- Canal de l'Ourcq et canal du Clignon
- Canal Saint-Martin (Paris)
- Canal Saint-Denis
- Canal de l'Essonne ou « canal de Châteaubourg »[2]. Inachevé, R, A
- Canal de Saint-Maurice A

## Entre Loire et Gironde
- Canal de la Gachère (ou « canal de la Bauduère »). R
- Canal de la Charente à la Seudre (ou « canal de la Bridoire »). R
- Canal de Brouage. R
- Canal de Marans à La Rochelle (ou « canal de Rompsay »). R
- Canal de Luçon. R
- Canal maritime de Marans à la mer (ou « canal maritime du Brault ») (dérivation de la Sèvre Niortaise).
- Canal de Bourneau
- Canal de la jeune Autise
- Canal de la vieille Autise
- Canal du Mignon. R partiellement
- Canal Saint-Martin (Sèvre Niortaise)
- Canal du Forez

## Anjou, Basse-Loire
- Canal Maritime de la Basse Loire (ou « canal de la Martinière »). R
- Canal de Monsieur (ou « rivière Layon canalisée »). R
- Canal de la Dive. R
- Canal de Buzay. R
- Canal de Haute Perche. Inachevé, R

## Bassin Rhône-Saône
- Canal de Donzère-Mondragon (dérivation du Rhône canalisé)
- Canal de Givors. Inachevé, A
- Canal de Pont-de-Vaux
- Canal du Rhône au Rhin
- Canal de Jonage. R
- Canal de Savières
- Canal du Rhône à Fos
- Canal d'Arles à Bouc. R partiellement
- Canal Saint-Louis
- Canal de contournement de Saint-Laurent-sur-Saône (dérivation de la Saône canalisée)